# بر سر شیطان فریاد بکش
بر سر شیطان فریاد بکش (به انگلیسی: Shout at the Devil) یک فیلم سینمایی ماجراجویانه و جنگی بریتانیایی محصول سال ۱۹۷۶ به کارگردانی پیتر آر. هانت و با بازی لی ماروین و راجر مور است.
ماجراهای این فیلم در بین سالهای ۱۹۱۳–۱۹۱۵ در زنگبار و آفریقای خاوری آلمان ساخته شده‌است و براساس رمانی از ویلبر اسمیت می‌باشد.

## بازیگران
- لی ماروین در نقش سرهنگ فلین پاتریک اوفلین
- راجر مور در نقش سباستین اولداسمیت
- باربارا پارکینز در نقش رزا اوفلین / اولداسمیت
- ایان هولم در نقش محمد، نوکر لال اوفلین
- راینهارد کولدهوف در نقش هرمان فلیشر، فرمانده آلمانی استان جنوبی
- هورست جانسون در نقش کاپیتنلوتننت ارنست کیلر، پیام کوتاه بلوچر
- کارل میشائیل فوگلر در نقش Kapitän zur به هاینریش گراف فون کلاین، پیام کوتاه Blücher مراجعه کنید
- موریس دنهام در نقش آقای اسمیت
- جین کنت در نقش خانم داس
- هدر رایت در نقش سینتیا اسمیت
- جرج کولوریس در نقش راشد ال کب
- مورای ملوین در نقش ستوان فیپس
- برنارد هورسفال در نقش کاپیتان جویس
- رنو ستنا در نقش آقای راجی
- پیتر کاپلی
- برنارد هورسفال

## باکس آفیس
این فیلم با فروش ۱۵ میلیون پوند یکی از موفق‌ترین فیلم‌های انگلیس در سال ۱۹۷۶ بود.